# Anisogaster kabateki
Anisogaster kabateki là một loài bọ cánh cứng trong họ Cerambycidae.